# Alokázie
Alokázie (Alocasia) je rod rostlin z čeledi árónovité (Araceae). Jsou to středně velké až mohutné byliny s tlustým podzemním oddenkem. Květy jsou jednopohlavné, uspořádané v palici s toulcem. Rod zahrnuje cca 300 druhů a je přirozeně rozšířen v tropech a subtropech Asie, Austrálie a Tichomoří.
Mohutný druh Alocasia macrorrhizos je v tropech pěstován pro škrobnaté oddenky. Některé druhy s ozdobnými listy jsou pěstovány jako tropické okrasné rostliny, zejména kultivar Alocasia 'Amazonica', který je nabízen i jako pokojová rostlina. Alokázie mají význam i v domorodé medicíně. Alokázie jsou často jedovaté rostliny s dráždivou šťávou. Některé druhy jsou jedlé, ale před konzumací je nutno je tepelně zpracovat.

## Charakteristika
Alokázie tvoří 2 základní růstové typy. Pozemní druhy mají často robustní vzrůst a rostou buď solitérně, nebo v malých skupinách. S oblibou vyhledávají bažinatá místa. Naproti tomu druhy skalnatých podloží rostou často pospolitě a jsou celkově drobnější. Vyskytují se ve skalních puklinách nebo v humózních uloženinách v prohlubních, nezřídka na vápenci.

## Popis
Alokázie jsou stálezelené nebo řidčeji sezónně zatahující byliny středního až robustního vzrůstu. Rostliny obsahují čirou nebo mléčnou latexovou šťávu. Stonek je tlustý, často podzemní, případně přímý a později vystoupavý, řidčeji dlouhý a plazivý. Listy jsou zpravidla nahloučené ve vrcholové růžici (méně často střídavé), dlouze řapíkaté. Čepele listů bývají v mládí štítovité, později střelovité, případně srdčité nebo štítovité. Žilnatina je zpeřená, postranní žilky se u okraje sbíhají do sběrné žilky. Květenství vyrůstají po 1 nebo více a jejich stopky jsou zpravidla kratší než řapíky listů.
Toulec je vytrvalý, mezi trubkou a čepelí silně zaškrcený.
Palice je kratší než toulec, krátká samičí zóna je od samčí oddělena užší zónou sterilních květů.
Květy jsou jednopohlavné a bezobalné.
V samčích květech je zpravidla 3 až 12 (řidčeji více) tyčinek, semeník samičích květů obsahuje buď jedinou komůrku nebo je ve vrcholové části rozdělen na 3 až 4 komůrky. Obsahuje 6 až 10 vajíček a nese krátkou čnělku zakončenou laločnatou, hlavatou bliznou.
Plody jsou červené bobule obsahující 1 až 5 semen a sdružené do palicovitého plodenství.

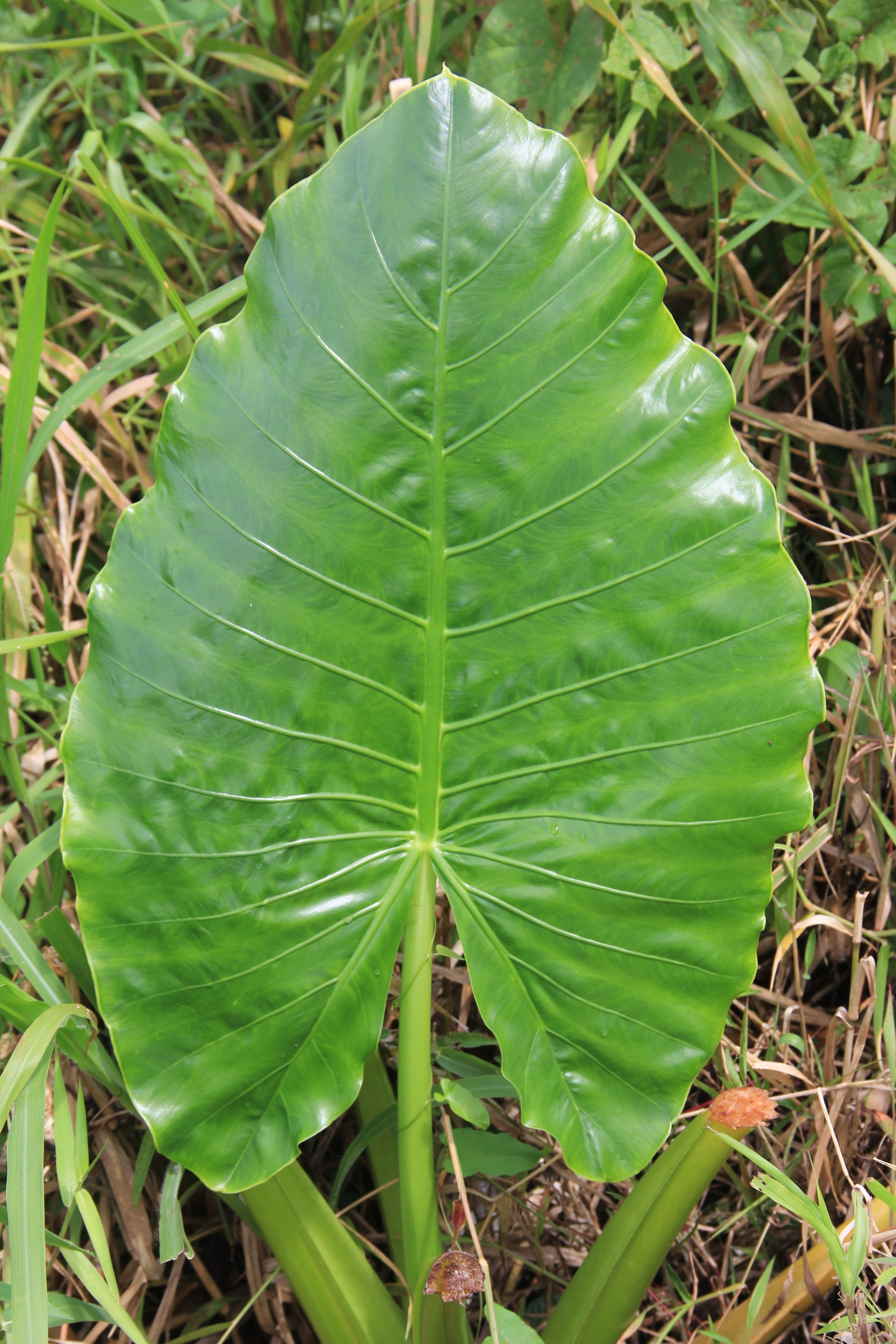
List Alocasia macrorrhizos
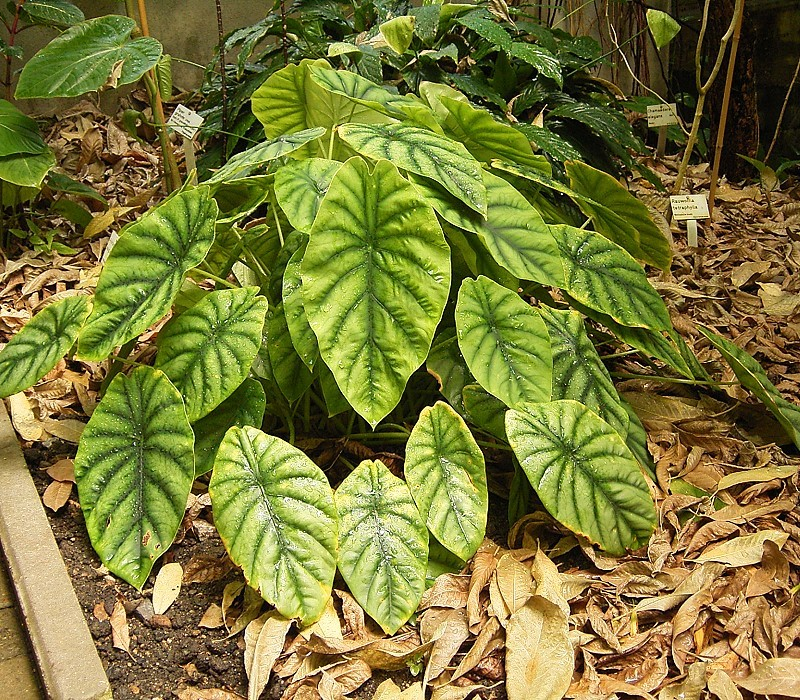
Drobnější druh Alocasia augustiana
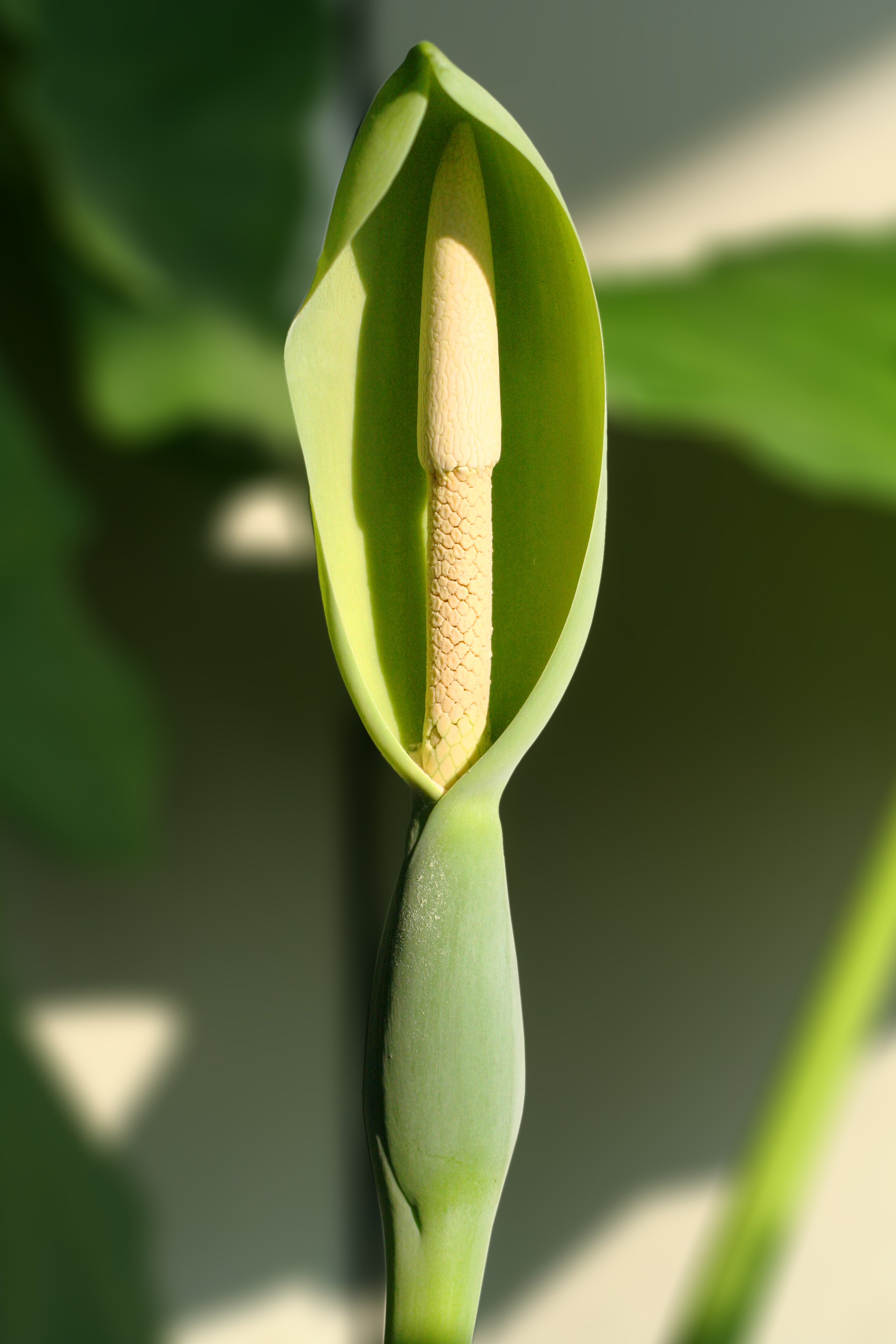
Květenství Alocasia macrorrhizos
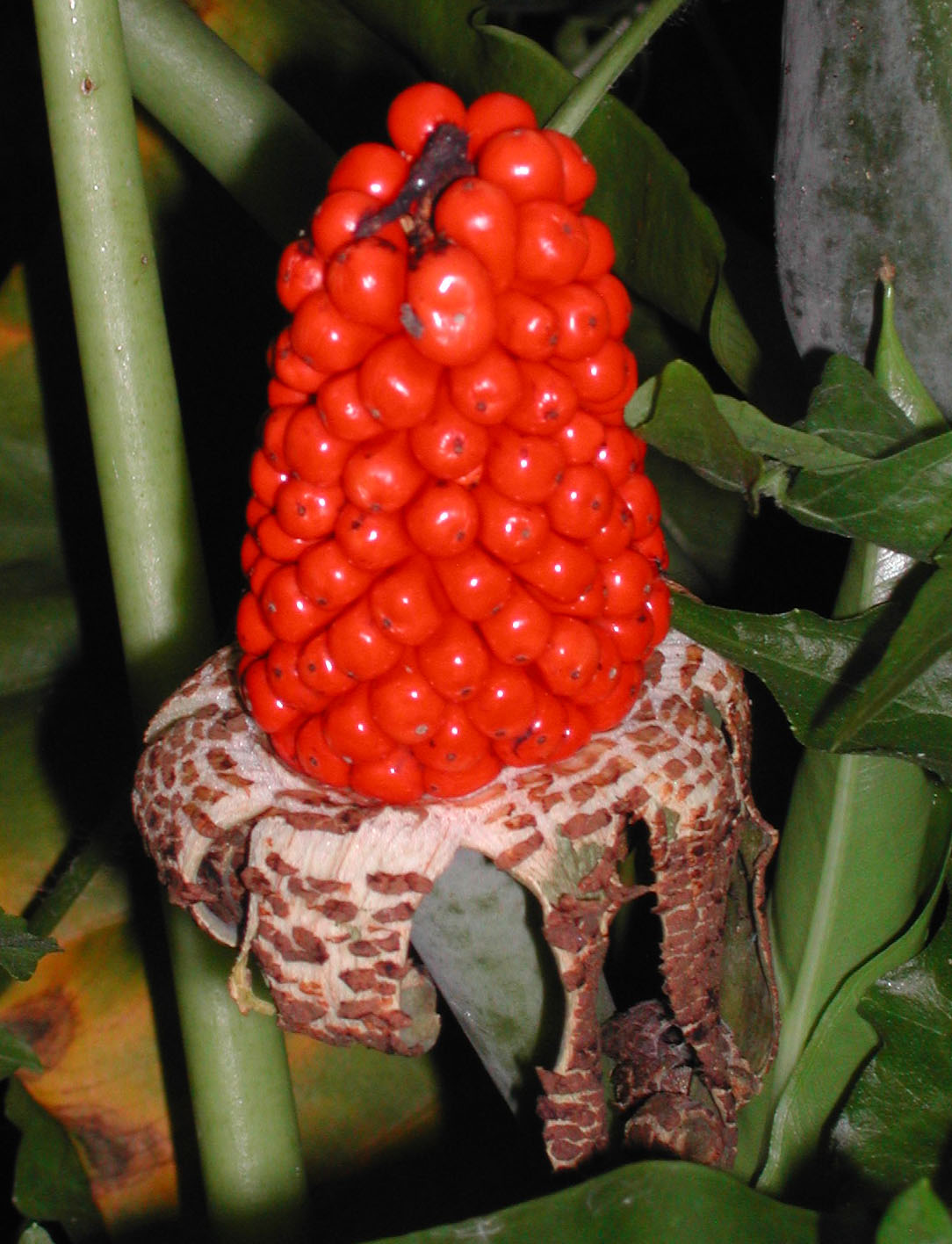
Plodenství Alocasia odora

## Rozšíření
Rod alokázie zahrnuje asi 60 až 70 druhů. Pochází výhradně z tropů a subtropů Starého světa. Areál rozšíření sahá od Indie přes jižní Čínu, Indočínu a jihovýchodní Asii po Austrálii a Oceánii. Druhy Alocasia macrorrhizos, A. plumbea a A. cucculata jsou pěstovány v tropech celého světa.
Alokázie nejčastěji rostou v podrostu vlhkých tropických a subtropických lesů. Vyhledávají spíše rozvolněné porosty a často rostou podél vodních toků v polostínu nebo na plném slunci.

## Ekologické interakce
Květy alokázií jsou opylovány různým hmyzem, zejména mouchami a brouky z čeledí lesknáčkovití, vrubounovití a drabčíkovití. V květenstvích se vyvíjejí různé druhy drobných mušek rodu Colocasiomyia z čeledi octomilkovití. Samičky, přilákané teplem a intenzivním pachem, se živí pylem a kladou zde vajíčka. Larvy se živí odumírajícími tkáněmi květenství, aniž by poškozovaly vyvíjející se semena, a v květenství se i kuklí.
V toulci dochází podobně jako u některých jiných árónovitých k tvorbě tepla. U druhu Alocasia pubera může teplota v toulci přesahovat teplotu okolí až o 22 °C.

## Jedovatost
Alokázie obsahují podobně jako většina jiných zástupců árónovitých v tkáních rafidy šťavelanu vápenatého, které při požití rostliny způsobují podráždění sliznic úst a jícnu, projevující se zejména pálením a otoky, ztíženým polykáním, případně i zvracením. Prognóza bývá navzdory intenzivnímu průběhu příznivá a lékařské ošetření je zřídka zapotřebí. Ve vážných případech se nasazují protizánětlivé prostředky. Důkladnou tepelnou úpravou před konzumací jedlých druhů (A. macrorrhizos) se tento účinek deaktivuje.
Kontakt se šťávou z rostlin může způsobit podráždění kůže, při vniknutí do oka může následovat vážný zánět spojivek. Alocasia macrorrhizos obsahuje ve všech částech s výjimkou hlíz kyanogenní glykosid triglochinin. Z rostliny byl izolován lektin toxický pro některý hmyz včetně housenek běláska řepového. V některých druzích alokázií jsou obsaženy neurotoxiny, např. sapotoxin v Alocasia odora.

## Taxonomie
Rod Alocasia je v rámci čeledi Araceae řazen do podčeledi Aroideae a tribu Colocasieae. Do tohoto tribu je řazeno celkem 6 rodů, ze známějších je to Alocasia, Colocasia a Remusatia. Rod Alocasia je vegetativně podobný příbuznému rodu Colocasia. Lze jej odlišit podle přítomnosti voskových žlázek v paždí postranních žilek na rubu listů a podle plodů. Alokázie mají plody červeně zbarvené a s několika velkými semeny, zatímco u kolokázií jsou nenápadně zbarvené a obsahují mnoho drobných semen obklopených slizem. Oba rody se liší rovněž placentací (bazální u alokázie, parietální u kolokázie) a architekturou květenství.

## Význam

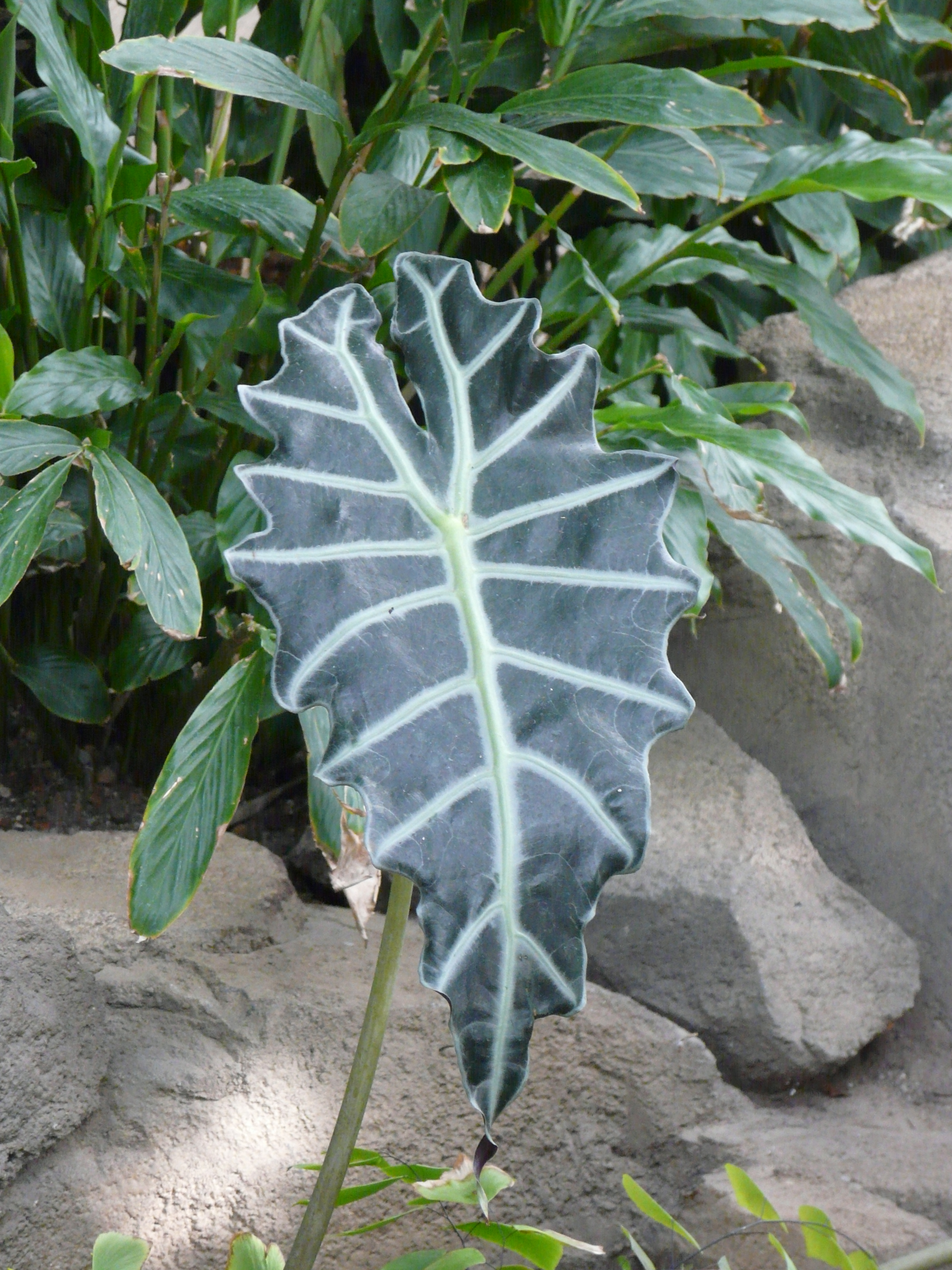
List Alocasia 'Amazonica'

Druh Alocasia macrorrhizos je pěstován zejména v jihovýchodní Asii a Oceánii pro jedlé, škrobnaté hlízovité oddenky. Konzumují se vařené nebo pečené. Nejsou ovšem jako potrava příliš vyhledávané a mají význam spíše v dobách nedostatku. Hlízy slouží jako zdroj kvalitního, dobře stravitelného škrobu. Po uvaření jsou jedlé i mladé listy. Oddenky se používají i v tradiční indické medicíně a v lidové medicíně Nové Guiney a jihovýchodní Asie.
Některé druhy jsou pěstovány jako tropické okrasné rostliny. Poměrně častá je na trhu zejména Alocasia 'Amazonica', která je nabízena i jako pokojová rostlina. Je to kříženec 2 asijských druhů, vzniklý v 50. letech 20. století v kultuře, a s Amazonií má společný jen název. Často je označován neplatným botanickým názvem Alocasia × amazonica. Vyznačuje se velmi zdobnými listy neobvyklého vzhledu, pro které je někdy nazýván "africká maska". Ve sklenících botanických zahrad se pěstují i jiné druhy s ozdobnými listy, např. Alocasia cuprea a Alocasia longiloba (syn. A. lowii var. picta). V tropických parcích jsou občas vysazovány na okrasu i rostliny velkolistého druhu Alocasia macrorrhizos.

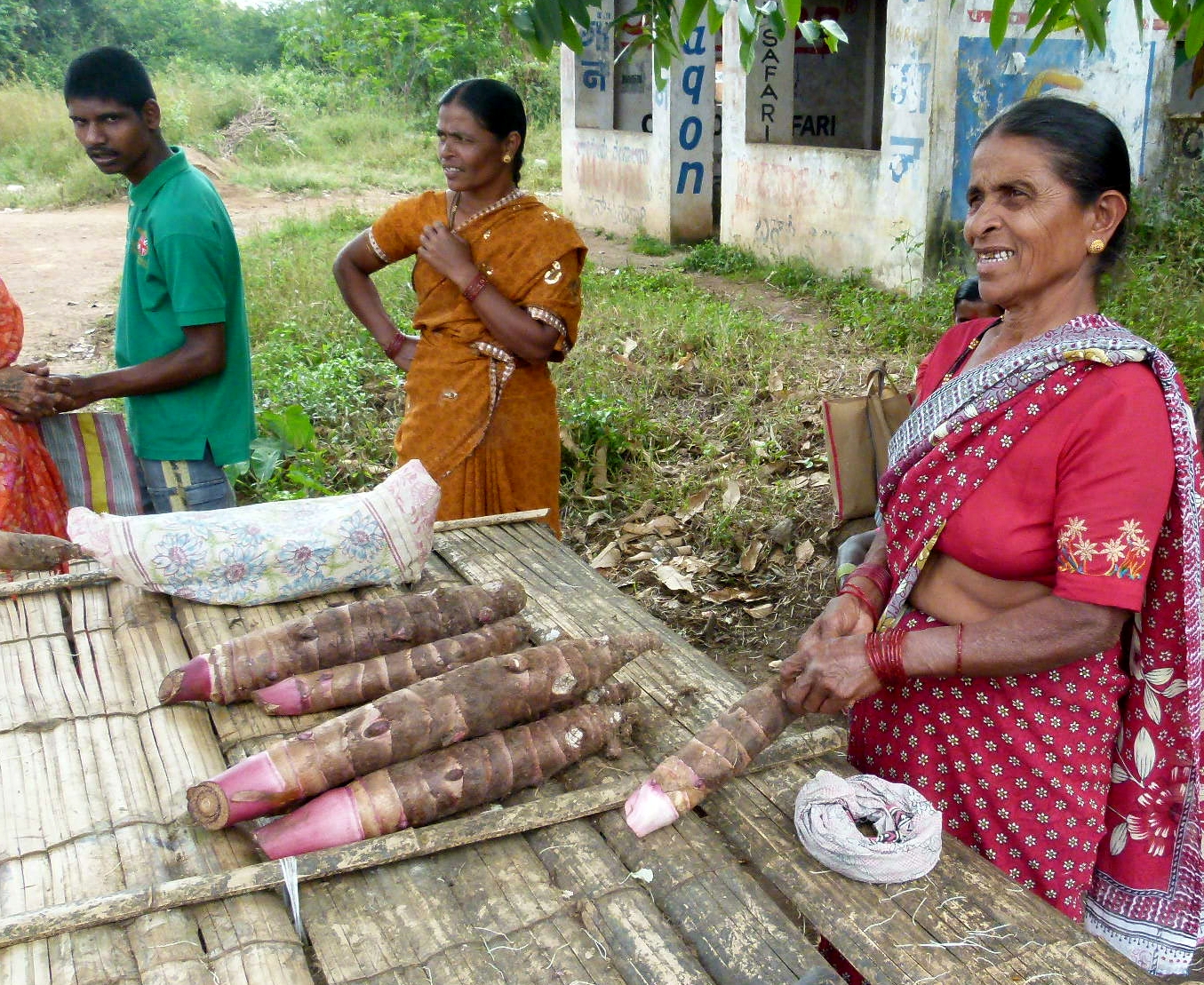
Hlízy Alocasia macrorrhizos v Indii
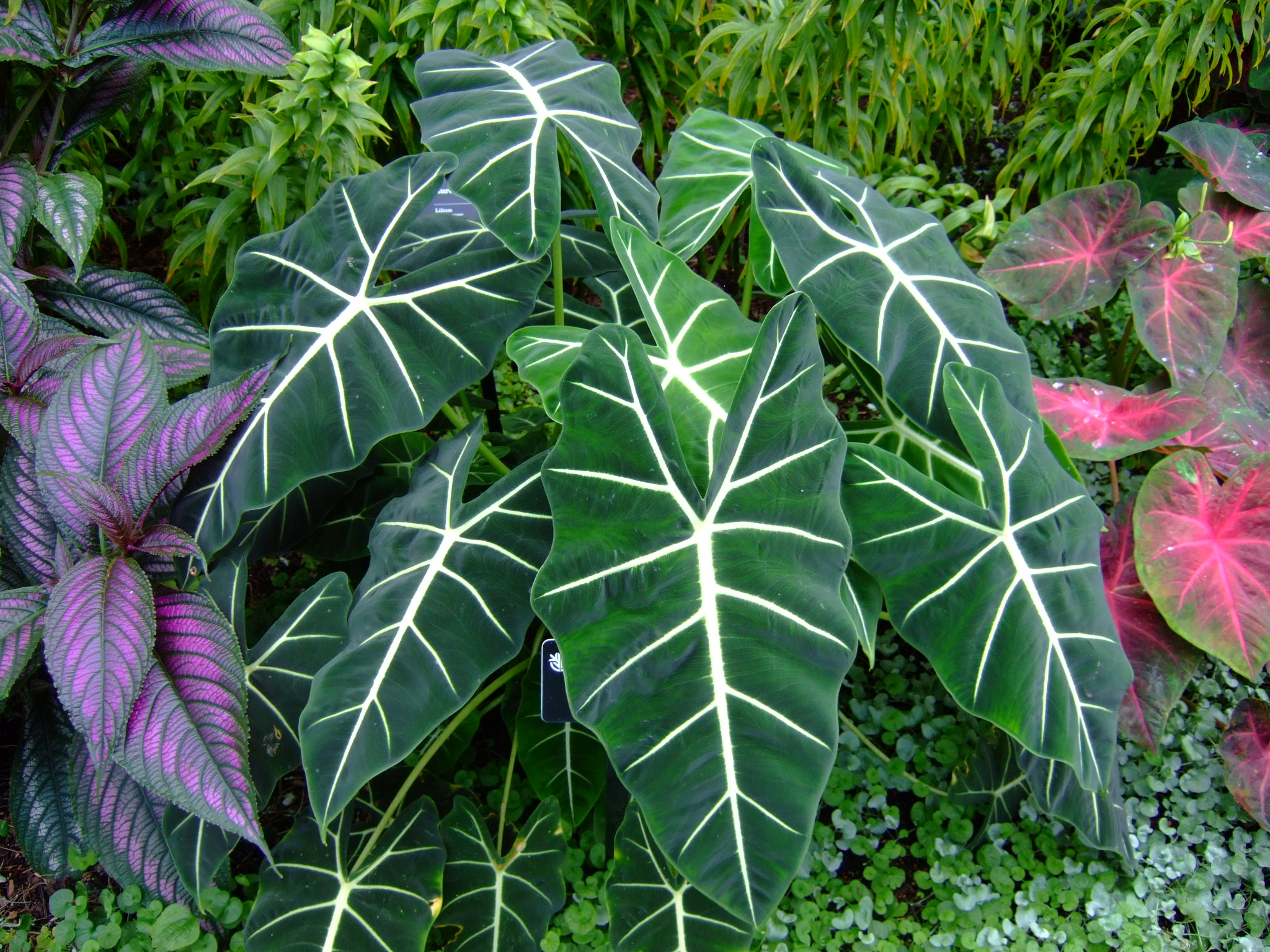
Alocasia micholitziana 'Frydek'
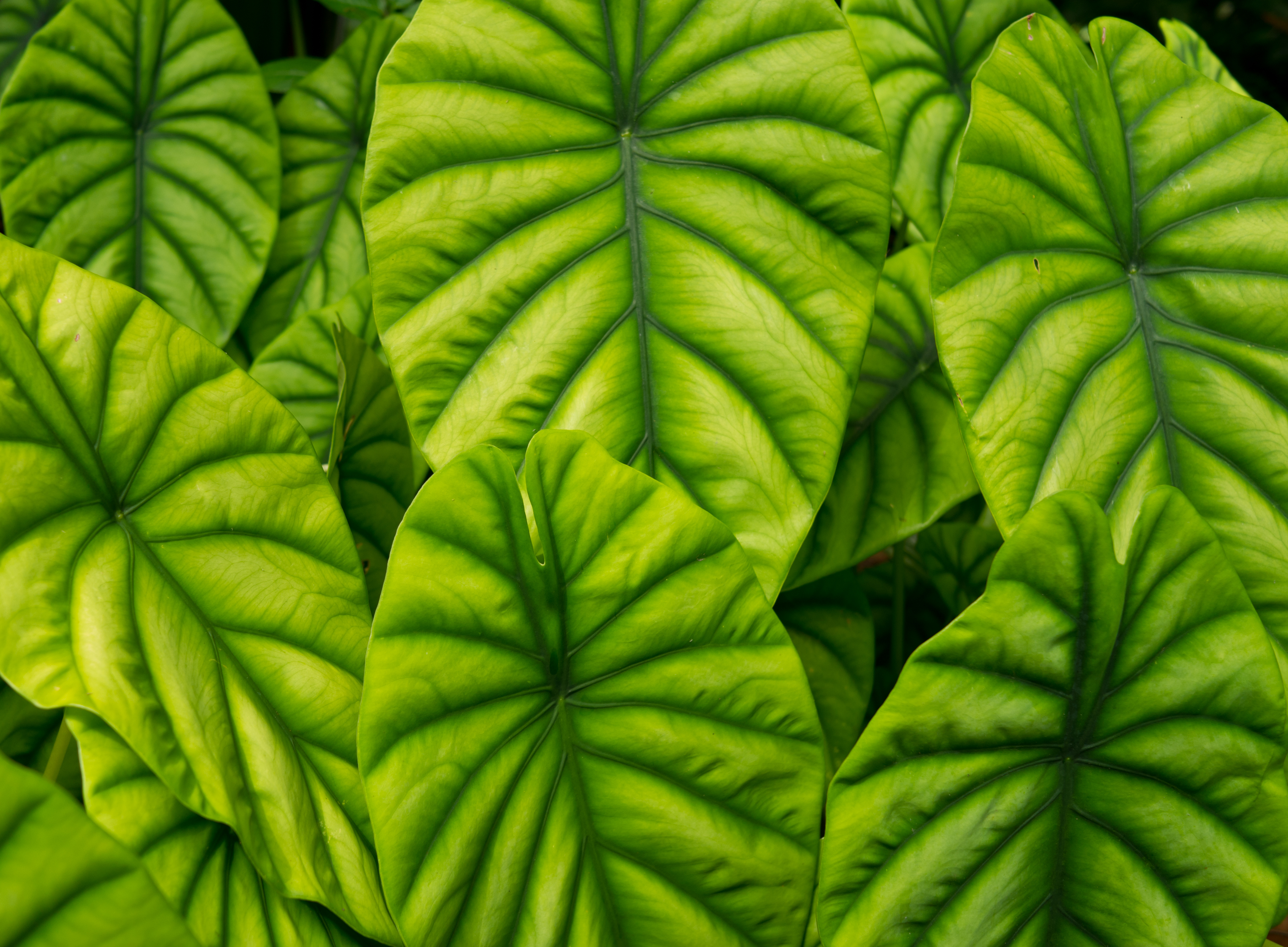
Ozdobné listy Alocasia cuprea
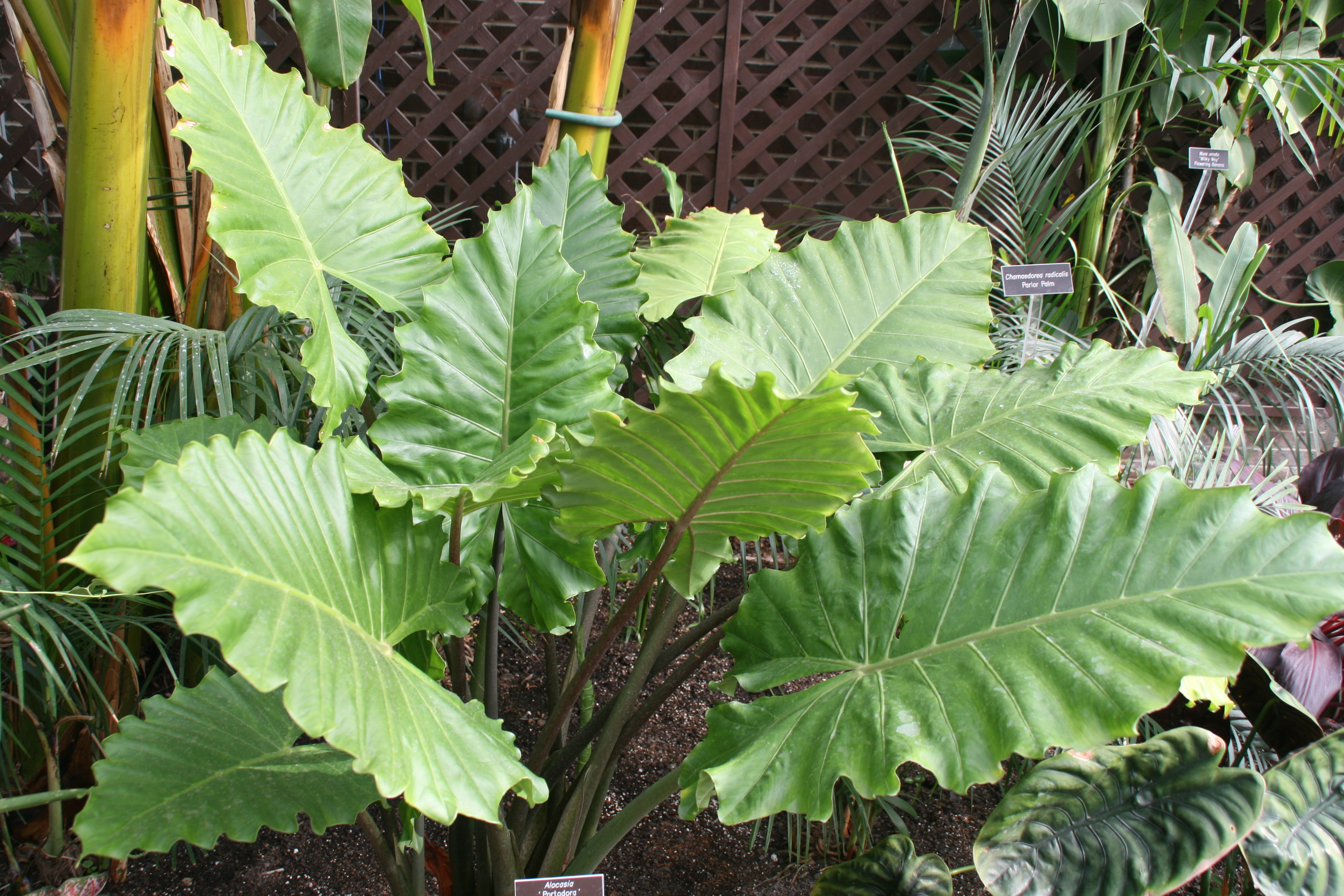
Alocasia 'Portodora'